# Rhododendron siderophyllum
Rhododendron siderophyllum är en ljungväxtart som beskrevs av Adrien René Franchet. Rhododendron siderophyllum ingår i släktet rododendron, och familjen ljungväxter. Inga underarter finns listade i Catalogue of Life.

## Bildgalleri

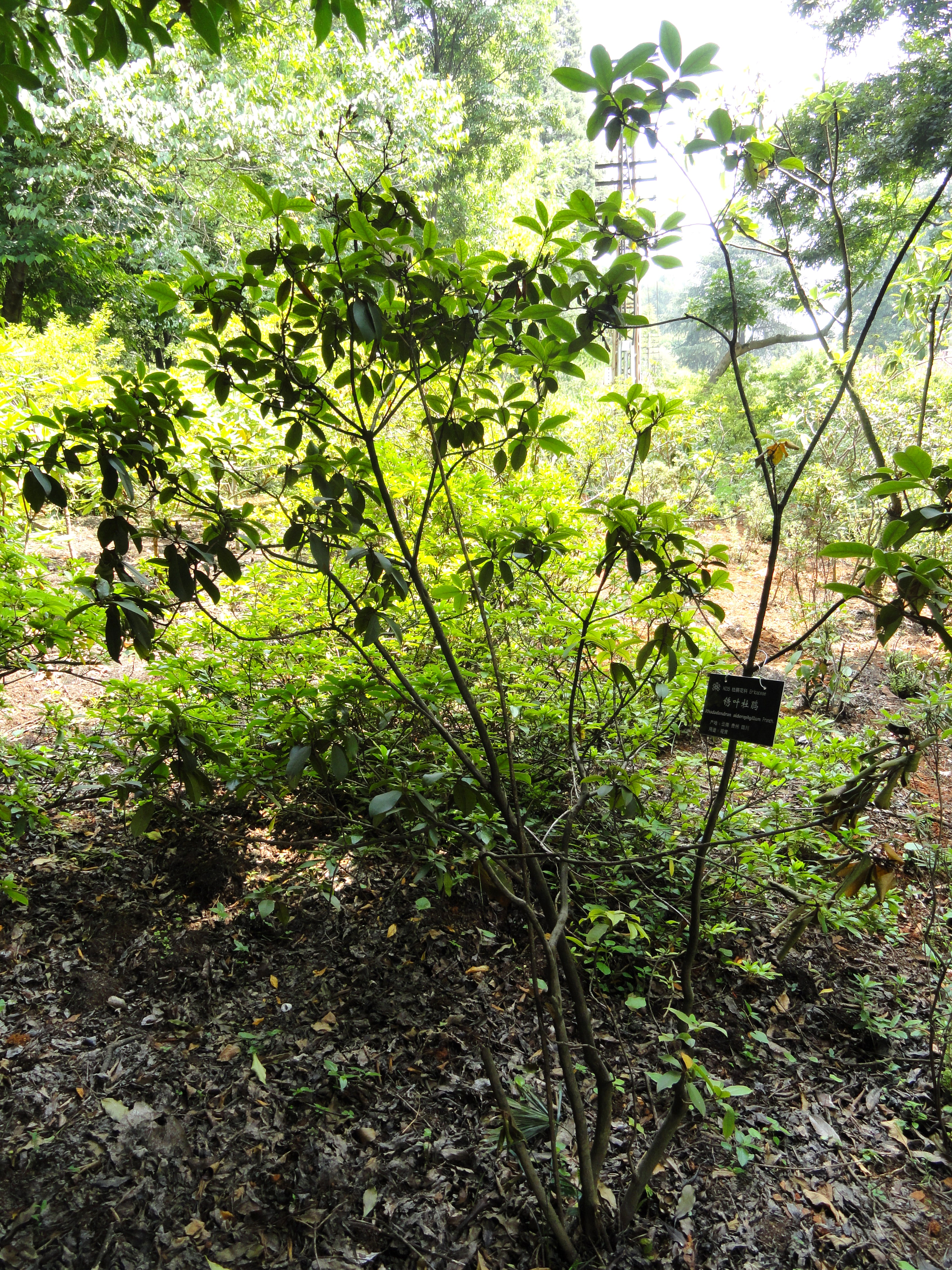
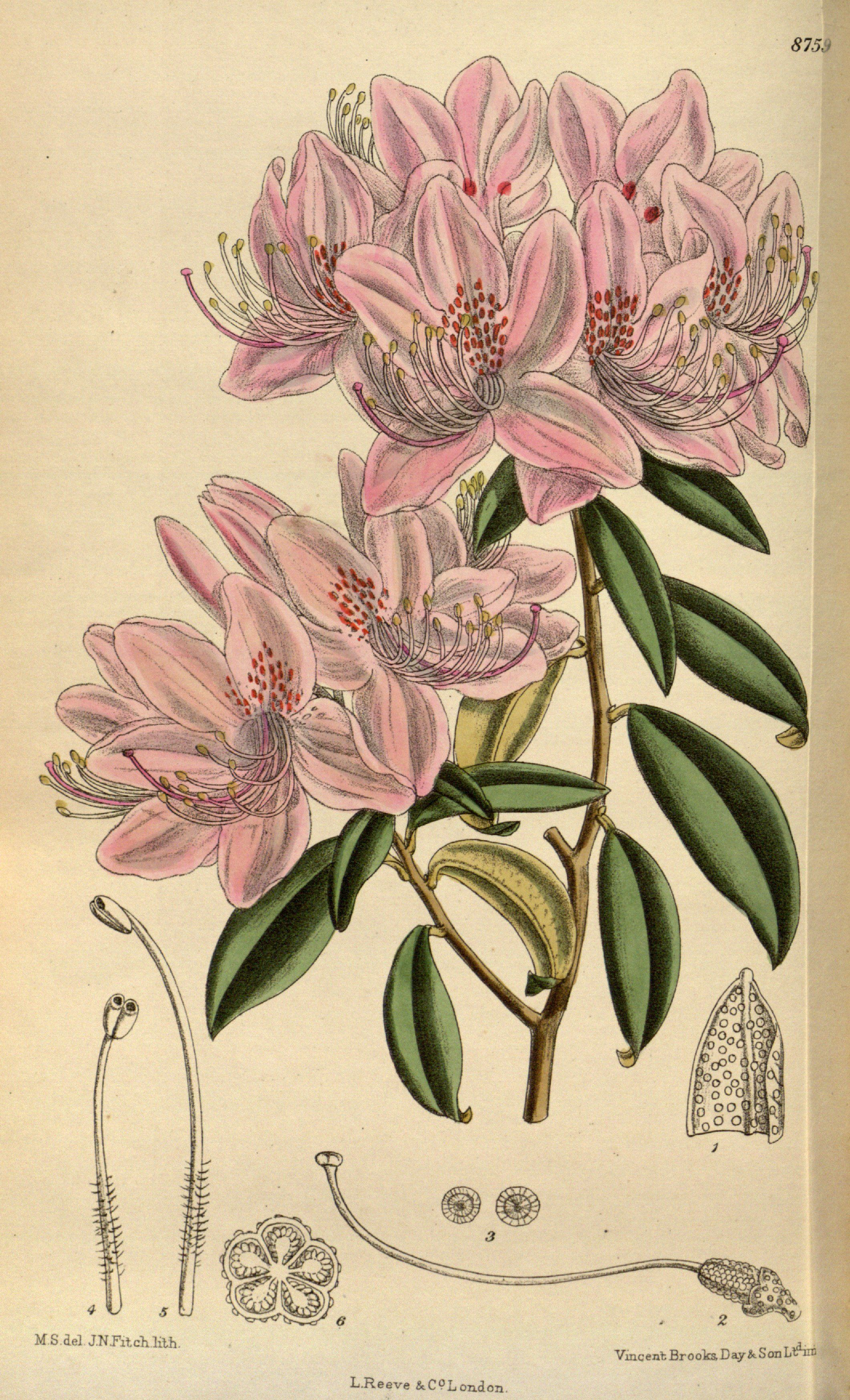